# Philonthus longicornis
Philonthus longicornis är en skalbaggsart som beskrevs av Stephens 1832. Philonthus longicornis ingår i släktet Philonthus och familjen kortvingar. Arten är reproducerande i Sverige. Inga underarter finns listade i Catalogue of Life.